# مدينة أغواسكاليينتس
أغواسكالينتيس (بالإسبانية: Aguascalientes)‏ هي عاصمة ولاية أغواسكالينتس وأكبر مدنها من حيث عدد السكان، ويبلغ عدد سكان المنطقة العمرانية مليون نسمة. وهي تقع في شمال وسط المكسيك. وهو جزء من إقليم باخيو الأكبر،  هو من بين أكثر الأماكن أمانا وازدهارا في المكسيك. وتعتبر أغواسكالينتيس من بين أفضل المدن من حيث مستوى المعيشة في أمريكا اللاتينية. وتعتبر أغواسكالينتيس مدينة نشطة تشهد عمليات إنعاش اجتماعي واقتصادي وجمالي.
تنتصب المدينة على ضفاف النهر أغواسكالينتيس، بارتفاع 1880 متر فوق مستوى سطح البحر، في نقطة 21°51′N 102°18′W / 21.850°N 102.300°W. ومن مقر بلدية أغواسكالينتيس. وتشمل منطقة العمرانية بلدية خيسوس ماريا وسان فرانسيسكو دي لوس رومو. وكان المدينة ضمن أراضي قبيلة تشيتشيميك الهندية. وازدهرت لاحقا كحلقة وصل إستراتيجية بين مكسيكو سيتي ومناجم زاكاتيكاس، في حين ساعدت الزراعة وتربية المواشي تغذية المدن الناشئة في العالم الجديد تحت الاحتلال الاسباني.
وقد وضعت منظمة التعاون والتنمية مدينة أغواسكالينتيس بأنها تمتلك أفضل مناخ استثماري في العالم. كما أنها مركز اقتصادي وعمالي قوي في منطقة باجيو. كما أن موقعها الاستراتيجي وبنيتها التحتية الممتازة جعلتها مركزا إقليميا وموقعا مفضلا للشركات الدولية.
كما أن خدماتها وفنادقها ذات الدرجة الأولى جعلتها إحدى أهم المراكز في المكسيك بخياراتها الترفيهية والمطبخ والأنشطة الترفيهية والفنون والترفيه.

## المناخ
يظهر الجدول التالي التغييرات المناخية على مدار السنة لمدينة أغواسكاليينتس:
| البيانات المناخية لـمدينة أغواسكاليينتس                | البيانات المناخية لـمدينة أغواسكاليينتس | البيانات المناخية لـمدينة أغواسكاليينتس | البيانات المناخية لـمدينة أغواسكاليينتس | البيانات المناخية لـمدينة أغواسكاليينتس | البيانات المناخية لـمدينة أغواسكاليينتس | البيانات المناخية لـمدينة أغواسكاليينتس | البيانات المناخية لـمدينة أغواسكاليينتس | البيانات المناخية لـمدينة أغواسكاليينتس | البيانات المناخية لـمدينة أغواسكاليينتس | البيانات المناخية لـمدينة أغواسكاليينتس | البيانات المناخية لـمدينة أغواسكاليينتس | البيانات المناخية لـمدينة أغواسكاليينتس | البيانات المناخية لـمدينة أغواسكاليينتس |
| الشهر                                                  | يناير                                   | فبراير                                  | مارس                                    | أبريل                                   | مايو                                    | يونيو                                   | يوليو                                   | أغسطس                                   | سبتمبر                                  | أكتوبر                                  | نوفمبر                                  | ديسمبر                                  | المعدل السنوي                           |
| ------------------------------------------------------ | --------------------------------------- | --------------------------------------- | --------------------------------------- | --------------------------------------- | --------------------------------------- | --------------------------------------- | --------------------------------------- | --------------------------------------- | --------------------------------------- | --------------------------------------- | --------------------------------------- | --------------------------------------- | --------------------------------------- |
| الدرجة القصوى °م (°ف)                                  | 29.5 (85.1)                             | 32.0 (89.6)                             | 34.0 (93.2)                             | 36.5 (97.7)                             | 39.5 (103.1)                            | 40.0 (104.0)                            | 36.0 (96.8)                             | 34.0 (93.2)                             | 36.0 (96.8)                             | 32.0 (89.6)                             | 31.0 (87.8)                             | 29.5 (85.1)                             | 40.0 (104.0)                            |
| متوسط درجة الحرارة الكبرى °م (°ف)                      | 22.3 (72.1)                             | 24.0 (75.2)                             | 26.5 (79.7)                             | 29.0 (84.2)                             | 30.7 (87.3)                             | 29.5 (85.1)                             | 27.3 (81.1)                             | 27.2 (81.0)                             | 26.3 (79.3)                             | 25.7 (78.3)                             | 24.6 (76.3)                             | 22.5 (72.5)                             | 26.3 (79.3)                             |
| المتوسط اليومي °م (°ف)                                 | 13.4 (56.1)                             | 15.0 (59.0)                             | 17.5 (63.5)                             | 20.3 (68.5)                             | 22.4 (72.3)                             | 22.5 (72.5)                             | 20.9 (69.6)                             | 20.8 (69.4)                             | 20.1 (68.2)                             | 18.5 (65.3)                             | 16.0 (60.8)                             | 14.0 (57.2)                             | 18.5 (65.3)                             |
| متوسط درجة الحرارة الصغرى °م (°ف)                      | 4.5 (40.1)                              | 5.9 (42.6)                              | 8.5 (47.3)                              | 11.5 (52.7)                             | 14.1 (57.4)                             | 15.4 (59.7)                             | 14.6 (58.3)                             | 14.5 (58.1)                             | 13.9 (57.0)                             | 11.2 (52.2)                             | 7.4 (45.3)                              | 5.4 (41.7)                              | 10.6 (51.1)                             |
| أدنى درجة حرارة °م (°ف)                                | −6.0 (21.2)                             | −7.0 (19.4)                             | −1.0 (30.2)                             | 1.0 (33.8)                              | 4.5 (40.1)                              | 6.0 (42.8)                              | 6.5 (43.7)                              | 9.0 (48.2)                              | 5.0 (41.0)                              | 0.0 (32.0)                              | −5.5 (22.1)                             | −5.0 (23.0)                             | −7.0 (19.4)                             |
| معدل هطول الأمطار مم (إنش)                             | 14.1 (0.56)                             | 9.5 (0.37)                              | 4.3 (0.17)                              | 8.8 (0.35)                              | 17.9 (0.70)                             | 88.1 (3.47)                             | 119.9 (4.72)                            | 120.4 (4.74)                            | 90.1 (3.55)                             | 35.4 (1.39)                             | 10.3 (0.41)                             | 11.9 (0.47)                             | 530.7 (20.9)                            |
| متوسط الأيام الممطرة (≥ 0.1 mm)                        | 2.4                                     | 1.5                                     | 1.0                                     | 1.6                                     | 3.6                                     | 9.7                                     | 13.5                                    | 13.2                                    | 9.5                                     | 4.9                                     | 1.6                                     | 2.2                                     | 64.7                                    |
| متوسط الرطوبة النسبية (%)                              | 58                                      | 52                                      | 47                                      | 45                                      | 46                                      | 59                                      | 66                                      | 68                                      | 68                                      | 65                                      | 60                                      | 62                                      | 58                                      |
| ساعات سطوع الشمس الشهرية                               | 237.6                                   | 238.1                                   | 257.9                                   | 249.6                                   | 270.4                                   | 227.0                                   | 223.6                                   | 231.8                                   | 198.9                                   | 231.2                                   | 245.6                                   | 213.2                                   | 2٬824٫9                                 |
| المصدر #1: Servicio Meteorologico Nacional             |                                         |                                         |                                         |                                         |                                         |                                         |                                         |                                         |                                         |                                         |                                         |                                         |                                         |
| المصدر #2: Colegio de Postgraduados (sun and humidity) |                                         |                                         |                                         |                                         |                                         |                                         |                                         |                                         |                                         |                                         |                                         |                                         |                                         |

## توأمة
لمدينة أغواسكاليينتس اتفاقيات توأمة مع كل من:
- مدينة سان لويس بوتوسي
- إيرابواتو
- موديستو
- لينووود
- Lampa, Peru [الإنجليزية]‏

## أعلام
- رافاييل مونيوث نونيز
- روخيليو غيرا
- وليام ياربروغ
- إيرنيستو ألونسو
- خوسيه غوادالوبي بوسادا
- فرانك دبليو. جونسون
- خوسيه ماريا بوكانيغرا